# Penthetria carbonaria
Penthetria carbonaria är en tvåvingeart som först beskrevs av Enrico Adelelmo Brunetti 1912.  Penthetria carbonaria ingår i släktet Penthetria och familjen hårmyggor. Inga underarter finns listade i Catalogue of Life.